# Василевичи (Гродненский район)
Василевичи (бел. Васіле́вічы) — деревня в Гродненском районе Гродненской области Беларуси. В составе Сопоцкинского сельсовета.
Население 603 человека (2009).

## География
Деревня находится в 4 км к северо-востоку от посёлка Сопоцкин и в 20 км к северо-западу от центра города Гродно. В 11 км к северу находится граница с Литвой, в 15 км к западу — с Польшей.
В 5 километрах севернее деревни проходит Августовский канал, а в 6 км в д. Немново находится судоходный шлюз « Немново» расположенный на Августовском канале. Недалеко от д. Немново на р. Асташанка находится туристическая агроусадьба «Аннета».
В д. Василевичи есть три улицы: ул. Центральная, ул. Старая весь, ул. Новая и два переулка без названия.

## История
До 1966 года деревня входила в состав Сопоцкинского поссовета. В 1966—1987 годах центр Василевичского сельсовета.

## Население

### Численность
- 2019 год — 218 жителей

### Динамика
- 1999 год — 467 жителей
- 2009 год — 313 жителей
- 2019 год — 218 жителей (перепись населения)

## Инфраструктура
В деревне находится один продовольственный магазин и ФАП. До недавнего времени функционировала среднеобразовательная школа и детский сад.
В 2016 году деревня Василевичи была газифицирована природным газом.

## Транспорт
Недалеко от деревни проходит дорога Гродно — Сопоцкин — граница с Литвой, а сама деревня находится на перекрёстке дорог Н-6608 и Н-6044.
В 2019 году проводилась реконструкция дороги по ул. Центральной, с полным обновлением асфальтового покрытия, обустройством велодорожки и уличного освещения. По ул. Старой проведена подсыпка дорожного полотна асфальтовой крошкой после снятия старого асфальта с ул. Центральной.